# Mistrzostwa Europy w Piłce Ręcznej Mężczyzn 2022 (składy)
Artykuł grupuje składy męskich reprezentacji narodowych w piłce ręcznej, które wystąpią podczas Mistrzostw Europy w Piłce Ręcznej Mężczyzn 2022 rozgrywanych na Węgrzech i Słowacji od 13 do 30 stycznia 2022 roku.

## Informacje ogólne
Szerokie składy liczące maksymalnie trzydziestu pięciu zawodników zostały ogłoszone przez EHF 3 grudnia 2021 roku. Na dzień przed rozpoczęciem zawodów reprezentacje podadzą oficjalne szesnastoosobowe składy, z którego w trakcie turnieju mogą wymienić maksymalnie dwóch zawodników w każdej fazie: grupowej, pucharowej i podczas finałowego weekendu.